# Военно-морской инженерный институт
Военный (военно-морской политехнический) институт Военного учебно-научного центра Военно-Морского Флота «Военно-морская академия имени Адмирала Флота Советского Союза Н. Г. Кузнецова» — высшее военное учебное заведение Военно-Морского Флота РФ, расположенный в Пушкине (Кадетский бульвар, д. 1).
Образован в 1998 году в результате слияния ВВМИУ имени Ф. Э. Дзержинского и ЛВВМИУ имени В. И. Ленина.
С 1 июля 2012 года после объединения с Военно-морским институтом радиоэлектроники имени А. С. Попова стал называться Федеральное государственное образовательное учреждение Военный институт (военно-морской политехнический) ФГКВОУ ВПО «Военный учебно-научный центр ВМФ «Военно-морская академия имени Н. Г. Кузнецова».
В вузе работают 60 докторов наук, 69 профессоров, 205 кандидатов наук, 162 доцентов, 28 старших научных сотрудников, 46 академиков и членов-корреспондентов отраслевых академий наук, более 10 заслуженных деятелей науки.

## Факультеты
- Дизельных энергетических установок
- Комплексных систем управления техническими средствами
- Кораблестроительный
- Паросиловых и газотурбинных энергетических установок
- Радиационной, химической и биологической защиты
- Электротехнический
- Ядерных энергетических установок

## Начальники института
- контр-адмирал Мартынов, Николай Павлович (2000—2008)[4]